# Mitología galesa
La mitología galesa, los remanentes de la mitología de los britanos precristianos, ha llegado hasta el presente en diversas formas mediante manuscritos medievales galeses como el Libro Rojo de Hergest, el Libro Blanco de Rhydderch, el Libro de Aneirin y el Libro de Taliesin.
Las historias en prosa de los Libros Blanco y Rojo se conocen como Mabinogion, un título dado por su primer traductor Lady Charlotte Guest, y también usado por los siguientes traductores. Los poemas como Cad Goddeu (La Batalla de los Árboles) y listas-textos mnemónicos como Tríadas galesas y Trece Tesoros de la Isla de Gran Bretaña, también albergan material mitológico. Estos textos también contienen las primeras formas de la leyenda de Arturo y la historia tradicional de la Britania Posromana.
Entre las fuentes se encuentra la compilación histórica latina del siglo IX Historia Brittonum (La Historia de los Britanos) y la crónica latina del siglo XII de Geoffrey de Monmouth Historia Regum Britanniae (La Historia de los Reyes Británicos), así como la tradición popular posterior como El Libro Galés de las Hadas de W. Jenkyn Thomas (1908).

## Las Cuatro Ramas del Mabinogi
Las historias más mitológicas contenidas en la colección del Mabinogion son en su conjunto tituladas Las Cuatro Ramas de los Mabinogi. El hilo común a través de las cuatro Ramas es la vida del héroe Pryderi. Es concebido, parido y nombrado en la primera Rama, lucha por Bendigeidfran en Irlanda en la segunda, pierde y recupera su reino en la tercera, y finalmente muere en la cuarta. En su origen, fue probablemente central a las cuatro Ramas, y permanece así en la primera y en la tercera, pero es reducido a una mención de paso en la segunda y en la cuarta, que se centran en los hijos de Llyr y de Dôn, dos clanes de personajes que fueron probablemente alguna vez dioses.

### Pwyll, príncipe de Dyfed
La primera Rama relata cómo Pwyll, el príncipe de Dyfed, intercambia lugares durante un año con Arawn, el gobernador de Annwn (en infamundo), derrota al enemigo de Arawn (Hafgan), y en su regreso se encuentra con Rhiannon, una bella doncella cuyo caballo no se puede alcanzar. Consigue obtener su mano y las expensas de Gwawl, con quien ella está comprometida y le da un hijo, pero el niño enseguida desaparece tras su parto. Rhiannon es acusada de haberlo matado y obligada a llevar a los invitados en su espalda como castigo. El niño había sido raptado por un monstruo. Es rescatado por Teyrnon, y su mujer lo educa como suyo y lo llama Gwri de Cabellos Dorados, hasta que su parecido con Pwyll se vuelve aparente. Lo devuelven a sus verdaderos padres, Rhiannon es exenta de su castigo y el niño recibe a partir de entonces el nombre de Pryderi.

### Branwen, hija de Llyr
En la segunda Rama, Branwen, la hermana de Bendigeidfran (rey de Gran Bretaña) es dada en matrimonio a Matholwch, rey de Irlanda. El semi-hermano de Branwen (Efnisien) insulta a Matholwch mutilando a sus caballos, pero Bendigeidfran le da nuevos caballos y tesoro, incluyendo un caldero mágico que puede resucitar a los muertos, en compensación. Matholwch y Branwen tienen un hijo (Gwern). Matholwch comienza a maltratar a Branwen, pegándole y haciendo de ella una esclava del trabajo. Branwen entrena a un estornino para llevar un mensaje a Bendigeidfran, quien entra en guerra contra Matholwch. Su armada cruza el mar de Irlanda en barco, pero es tan enorme que vadea. El irlandés ofrece hacer la paz y construir una casa lo suficientemente grande como para entrener a Bendigeidfran, pero dentro cuelgan un centenar de bolsas y le dicen a Efnisien que contienen harina, cuando de hecho ocultan guerreros armados. Efnisien mata a los soldados chafando las bosas. Tras la hazaña, Efnisien arroja a Gwern al fuego y estalla la lucha. Viendo que los irlandeses están usando el caldero para revivir a sus muertos, Efnisien se esconde entre los cuerpos y destruye el caldero, aunque le cuesta la vida. Sólo siete hombres, todos ellos galeses, sobreviven a la batalla, incluyendo a Pryderi, Manawyddan y Bendigeidfran, quien es mortalmente herido por una lanza envenenada. Bendigeidfran pide a sus compañeros que le corten la cabeza y la lleven de vuelta a Gran Bretaña. Branwen muere de pena de vuelta a casa. Cinco mujeres embarazadas sobreviven para repoblar Irlanda.

### Manawyddan, hijo de Llyr
Pryderi y Manawyddan vuelven a Dyfed, donde Pryderi se desposa con Cigfa, y Manawyddan con Rhiannon. Sin embargo, una niebla desciende, dejando la tierra vacía y desolada. Los cuatro se ayudan a sí mismos cazando primero y luego se trasladan a Inglaterra, donde viven fabricando sillas de montar a caballo, escudos y zapatos de tal calidad que los artesanos locales no pueden hacerles competencia, y van de ciudad en ciudad. Finalmente, vuelven a Dyfed y se hacen cazadores de nuevo. Durante la caza, un jabalí blanco los dirige a un misterioso castillo. Pryderi, desoyendo a Manawyddan, entra pero no regresa. Rhiannon entra para investigar y lo encuentra aferrado a un barreño, incapaz de hablar. El mismo destino acontece sobre ella y el castillo desaparece. Manawyddan y Cigfa regresan a Inglaterra como zapateros, pero una otra vez los locales les despachan y vuelven a Dyfed. Siembran los tres campos de trigo, pero el primer campo es destruido antes de poder ser cosechado. La siguiente noche, el segundo campo es destruido. Manawyddan vigila el tercero, y cuando ve que es destruido por ratones caza a su líder y decide colgarlo. Un erudito, un sacerdote y un obispo en cambio les ofrecen regalos si perdona al ratón, pero se niega. Cuando se le pregunta qué quiere a cambio de la vida del ratón, pide la liberación de Pryderi y Rhiannon y el levantamiento del hechizo sobre Dyfed. El obispo acepa, puesto que el ratón es realmente su mujer. Ha sostenido una guerra mágica contra Dyfed porque es amigo de Gwawl, a quien humilló Pwyll (el padre de Pryderi).

### Math, hijo de Mathonwy
Mientras Pryderi gobierna Dyfed en el sur de Gales, Gwynedd en el norte de Gales es gobernada por Math, hijo de Mathonwy. Sus pies deben ser sostenidos por una virge, excepto mientras está en guerra. El sobrino de Math (Gilfaethwy) está enamorado de Goewin, quien actualmente sujeta sus pies, y el hermano de Gilfaethwy (Gwydion) engaña a Math para entrar en guerra contra Pryderi, de modo que Gilfaethwy pueda tener acceso a ella. Gwydion mata Pryderi en combate cuerpo a cuerpo, y Gilfaethwy viola a Goewin. Math se casa con Goewin para salvarla de la deshonra y destierra a Gwydion y a Gilfaethwy, transformándolos en una pareja de ciervas preñadas, luego cerdas y después lobas. A los tres años son restaurados a su forma humana y regresan.
Math necesita una nueva "reposapiés", y Gwydion propone a su hermana (Arianrhod), pero cuando Math comprueba mágicamente su virginidad, da a luz a dos hijos. Uno (Dylan) va directamente al mar. El otro niño es criado por Gwydion, pero Arianrhod le dice que nunca tendrá un nombre o armas a menos que ella se los dé a él, y se niega a ello. Sin embargo, Gwydion la engaña para llamarlo Llew Llaw Gyffes y darle armas. Entonces ella le dice que nunca tendrá una mujer ni descendencia en la tierra, así que Gwydion y Math le hacen una mujer de flores, llamada Blodeuwedd. Pero Blodeuwedd se enamora de un cazador llamado Gronw Pebyr y planean matar a Llew. Blodeuwedd engaña a Llew para que le revele sobre los medios por los cuales puede ser asesinado, pero cuando Gronw intenta cometer el acto, Llew escapa transformado en un águila.
Gwydion encuentra a Llew y lo transforma de vuelta a su forma humana, y convierte a Blodeuwedd en un búho. Gronw ofrece compensar a Llew, pero Llew se niega e insiste en volver el golpe que le fue dado. Gronw ruega esconderse detrás de una roca cuando intente matarlo. Llew acepta. Mata a Gronw con su lanza, que es lanzada con tanta fuerza que penetra en él a través la piedra detrás de la cual se estaba escondiendo.

## Lludd y Llefelys
Otras historia mitológica en la colección del Mabinogion es el cuento de Lludd y Llefelys. Lludd es rey de Gran Bretaña, y su hermano (Llefelys) es rey de Francia. El reino de Lludd es asaltado por tres amenazas: el Coraniaid, unas gentes demoníacas que pueden oír todo; un terrible grito que se escucha cada víspera de mayo y aterra a la gente; y la continua desaparición de las provisiones de la corte del rey. Lludd pide a Llefelys ayuda, hablando con él por medio de un tubo de latón de forma que el Coraniaid no puede oírlo. Llefelys crea una poción de insectos machacados en agua que destruye al Coraniaid al rociarlo en ellos. Descubre que el grito proviene de dragones luchando. Consigue que los dragones beban hidromiel y los entierra en el centro de Gran Bretaña. Luego vence al mago que roba continuamente todo las provisiones de Lludd y lo somete al servicio de Lludd.

## Culhwch y Olwen
Mientras Culhwch y Olwen, que también se aparecen en la colección Mabinogion, es en primer lugar un cuento arturiano en el cual el héroe Culhwch consigue la ayuda del Arturo en conseguir la mano de Olwen, hija de Ysbaddaden el Gigante; relatado con gran detalle, gran parte de ello mitológico por naturaleza. Los personajes como Amaethon (el divino arador), Mabon ap Modron (el divino hijo) y el psicopompo Gwyn ap Nudd aparecen, este último en una batalla temporal sin fin con Gwythr ap Greidawl por la mano de Creiddylad. Las condiciones establecidas sobre Culhwch por su madre son similares a las establecidas sobre Llew Llaw Gyffes por Arianrhod, y la llegada de Culhwch a la corte de Arturo es una reminiscencia de la llegada del dios irlandés Lug a la corte del rey Nuada en Cath Maige Tuireadh.

## Personajes
Los galeses fueron cristianos durante muchos siglos antes de que su antigua mitología se escribiera, y sus dioses habían sido transformados en reyes y héroes del pasado. Muchos de los personajes que ostentan cualidades divinas caen en familias rivales, Plant Dôn (Hijos de Dôn) y Plant Llyr (Hijos de Llyr).

### Los hijos de Dôn
Dôn, hija de Mathonwy, era la matriarca de una familia. Se cree a su marido normalmente como Beli. Entre sus hijos están:
- Arianrhod
- Gwydion
- Gilfaethwy
- Gofannon
- Amaethon

Esta familia también incluye a los hijos de Arianrhod: Dylan y Llew Llaw Gyffes. Caswallawn (el histórico Cassivellaunus), Lludd, Nyniaw, Llefelys y Penarddun son nombrados como hijos de Beli Mawr, quien a veces se le cree como el marido de Dôn.

### Los hijos de Llŷr
Llŷr, el patriarca de otra familia, es posiblemente un préstamo del irlandesa dios marino Lír. Un origen extranjero es sugerido además por su epíteto Llediaith ("semi-discurso"). Se considera a su mujer a menudo como Penarddun. Entre sus hijos se encuentran:
- Manawydan
- Bendigeidfran (Bran el Bendecido)
- Branwen

Penarddun también tuvo dos hijos: Nisien y Efnisien, por Eurosswydd. Caradawg (el histórico Carataco) es nombrado como hijo de Bendigeidfran.

### Otras probables deidades
- Arawn
- Afallach
- Blodeuwedd
- Ceridwen
- Creiddylad
- Cyhyraeth
- Gwenn Teir Bronn
- Gwyn ap Nudd
- Llefelys
- Lludd Llaw Eraint
- Mabon ap Modron
- Modron
- Rhiannon

### Otros personajes
- Cigfa
- Gwern
- Math ap Mathonwy
- Matholwch
- Pryderi
- Pwyll
- Taliesin
- Teirnon

### Personajes artúricos
- Ambrosius:Hermano de Uther Pendragon y su predecesor en el trono
- Arturo:Gran Rey alrededor del cual giran las historias del ciclo artúrico
- Bedwyr: Uno de los más fieles caballeros de Arturo, lo acompañó hasta su última batalla
- Cai: Gran amigo de Arturo, su compañero de la infancia
- Cadwr: Uno de los caballeros de Arturo
- Caradog Freichfras: Caballero de Arturo
- Culhwch: Primo de Arturo, protagonista del cuento galés Culhwch y Olwen
- Essyllt: Mujer del Rey de Cornualles, ella y su amado Trystan tendrán un trágico final
- Eigyr: Hija de Amlawdd, cuando su primer marido murió, se casó con Uther, que anteriormente había tomado la forma del marido para seducirla
- Geraint: Caballero protagonista del cuento Geraint y Enid
- Gwalchmai: Sobrino de Arturo, citado en numerosos textos, su nombre significa Halcón de Mayo
- Gwalchavad: Hermano de Gwalchmai
- Gwenhwyfach: Hermana de Gwenhwyfar, con la que tenía muy mala relación
- Gwrtheyrn (Vortigern): Tirano que mató al padre de Aurelius y Uther y usurpó el trono muchos años
- Gwenhwyfar: Mujer de Arturo, su nombre significa Hada blanca o Fantasma blanco
- Gwyar: Hermana de Arturo, madre del heroico Gwalchmai
- Mabon: Parte de la guardia de Arturo, personaje semi-divino
- Macsen Wledig: Antepasado de Arturo, primer Gran Rey de Britania, de ascendencia romana
- Modron: A veces un hada y a veces una deidad galesa, es madre de Owain y Mabon, y la hija de Afallach el Señor de Avalón, donde descansa Arturo
- Myrddin Emrys y Myrddin Wyllt: Célebre mago, consejero de Arturo y de su padre y su tío
- Medrawd: Sobrino de Arturo cuya traición desencadena la Batalla de Camlann
- Olwen: Doncella del Otro Mundo, hija de un gigante y esposa de Culhwch
- Owain: Caballero célebre, hijo del Rey Urien y de la diosa/hada Modron
- Peredur: Caballero criado en el bosque por su madre, se enfrenta a las Nueve Brujas de Gloucester y se casa con Angharad, entre otras muchas hazañas
- Trystan: Sobrino del Rey de Cornualles, enamorado de la mujer de este
- Urien: Rey de Rheged, con Modron tuvo un hijo, Owain
- Uther Pendragon: Padre de Arturo y Rey antes que él

## Ortografía
Las variaciones en la escritura de los nombres se deben a que muchas traducciones al inglés usan la ortografía original galés medio de los textos en lugar del galés moderno.